# Ingeborg Bachmann
Ingeborg Bachmann (Klagenfurt, Caríntia, 25 de juny de 1926 - Roma, 17 d'octubre de 1973) va ser una escriptora austríaca.
Va començar a publicar a partir de 1946, mentre portava a terme estudis de filosofia, culminats amb una tesi sobre Martin Heidegger el 1950. Fins al 1953 va treballar a Viena elaborant adaptacions per a la ràdio. Es va donar a conèixer gràcies a la seva participació en la trobada del «Gruppe 47» el 1952; des d'aleshores va intensificar l'activitat creativa i començà la col·laboració amb el compositor Hans Werner Henze, per al qual va escriure diversos llibrets. Els dos poemaris Die gestundete Zeit (1953) i Anrufung des Grossen Bären (1958) van obtenir un reconeixement unànime per part de la crítica alemanya. En canvi, la narrativa (els reculls de relats Das dreissigste Jahr, 1961, i Simultan, 1972, i la novel·la Malina, 1971) no va rebre una acollida tan favorable. En el terreny de la crítica literària, cal destacar les Lliçons de Frankfurt.
Ingeborg Bachmann, que des de 1953 havia viscut principalment a Zúric i Roma, va morir a conseqüència d'un incendi en circumstàncies no ben esclarides. Després de la seva mort s'ha incrementat l'interès per la seva obra en prosa. Així, el 1978 es van publicar les dues novel·les fragmentàries Der Fall Franza i Requiem für Fanny Goldmann que, juntament amb Malina, havien de constituir el cicle Todesarten, centrat en la problemàtica femenina.
La seua Poesia completa va ser traduïda al català per Teresa Pascual i Karin Schepers, l'any 1995, i publicada per Edicions Alfons el Magnànim-IVEI. Al 2023, Edicions del Cràter publica El trentè any (Das dreissigste Jahr), amb traducció al català de Clara Formosa.